# Fudži (řeka)
Fudži (japonsky 富士川 [Fudžikawa] nebo [Fudžigawa]) je řeka v Japonsku, která protéká prefekturami Jamanaši a Šizuoka. Fudži je dlouhá 128 km a její povodí zaujímá plochu 3990 km². Je považována za jednu ze tří nejprudších řek Japonska spolu s řekami Mogami a Kuma.

## Průběh toku
Pramení na hoře Nokogiri v severozápadní části Jamanaši, kde nese jméno Kamanaši (釜無川, Kamanašigawa). Ve městě Ičikawamisato se slévá s řekou Fuefuki (笛吹川, Fuefukigawa) a mění své jméno na Fudži. Poté protéká kolem západního úpatí hory Fudži a ve městě Fudži se vlévá do zátoky Suruga (čili do Tichého oceánu).

## Využití
Daimjó Šingen Takeda postavil na řece Kamanaši hráze (信玄堤, Šingen-zucumi), které při záplavách pomáhají odvádět vodu do míst, kde nenapáchá tolik škody. Vodní doprava na řece prosperovala až do roku 1923, kdy byla zprovozněna železniční trať Fudži Minobu (dnes JR Central Linie Minobu). Řeka Fudži také dělí Japonsko na dvě oblasti s odlišnou frekvencí elektrické sítě (50 hertzů na východě a 60 na západě).
Jednou z „japonských“ scén známých po celém světě je přejezd vlaku Šinkansen přes řeku Fudži s horou Fudži v pozadí.